# أولاف بروميليوس
أولاف بروميليوس (بالسويدية: Olof Bromelius) 
(1639 - 1705) عالم نبات وطبيب سويدي، وُلِد في مدينة أوريبرو السويدية يوم 24 مايو 1639، وتوفي في جوتنبرج يوم 5 فبراير 1705.

## سيرته
بعد دراسة الطب في جامعة أوبسالا، ذهب إلى ستوكهولم عام 1669 ليصبح المعالج الرسمي بالأعشاب المسؤول عن صيدليات المدينة. في عام 1672 غادر لممارسة الطب في هولندا وحصل على دكتوراه في الطب في جامعة لايدن عام 1673. عاد إلى السويد عام 1674. ثم مارس الطب في ستوكهولم من عام 1675، ثم في جوتنبرج منذ عام 1691 حتى وفاته.

## أعماله
نشر أولاف بروميليوس عمله الأول في مجال علم النبات، تحت عنوان (Chloris gothica s. catalogus stirpium circa Gothoburgum nascentium)، وتعتبر أول دراسة جادة مكرسة لنباتات منطقة جوتنبرج يعتبر أولاف بروميليوس أحد أفضل علماء النبات الذين عرفتهم السويد قبل عصر لينيوس. وقد كرس الأخير أيضًا دراسته للجنس النباتي بروميليا التي سميت باسمه.